# Таймлесс 3: Изумрудная книга
«Таймлесс 3: Изумрудная книга» — заключительная часть немецкого фантастического фильма с элементами городского фэнтези, мелодрамы и хронофантастики, снята по сюжету трилогии Керстин Гир. Является продолжением «Таймлесс. Рубиновая Книга» и «Таймлесс 2. Сапфировая Книга»

## Сюжет
Сердце Гвендолин разбито: признание Гидеона в любви — фарс, разыгранный на потеху графу Сен-Жермену. Кажется, что у пары путешественников во времени нет никакого будущего. Но тут случается нечто непостижимое, и мир Гвендолин снова переворачивается с ног на голову. Молодые люди пускаются в отчаянное путешествие в прошлое. Балы, преследования — вот что ожидает героиню. Но важнее всего остается вопрос можно ли излечить её разбитое сердце?

## Премьера
Впервые фильм был показан 24 июня 2016 года на международном кинофестивале в Мюнхене. 7 июля состоялась премьера фильма во всей Германии. Так же на протяжении июля проходил кинотур, в котором приняли участие многие актёры из фильма, включая Марию Эрих, Яниса Нивёнера и Лауру Берлин.

## Съёмки
С 14 апреля по 14 июня 2015 года, в Северном Рейне-Вестфалии, Тюрингии, Баварии и в Шотландии, проходили съёмки заключительной части трилогии. Бюджет фильма составил 750 000 евро.

## В ролях
| Роль              | Актер(актриса)     |
| ----------------- | ------------------ |
| Гвендолин Шеферд  | Мария Эрих         |
| Гидеон де Виллер  | Янис Нивёнер       |
| Граф Сен-Жермен   | Петер Симонишек    |
| Шарлотта Монтроуз | Лаура Берлин       |
| Люси Монтроуз     | Йозефина Пройс     |
| Пол де Виллер     | Флориан Бартоломей |
| Фальк де Виллер   | Уве Кокиш          |
| Леди Ариста       | Герлинде Локкер    |
| Бабушка Медди     | Катарина Тальбах   |
| Грейс Шеферд      | Вероника Феррес    |
| Рафаэль Бертелин  | Лион Вазчик        |
| Лесли Хейл        | Дженнифер Лотси    |
| Мадам Россини     | Юстина дель Корте  |
| Призрак Джеймс    | Костя Ульманн      |
| Леди Амелия       | Эмилия Шюле        |
| Леопольд Марлей   | Фредерик Уолтер    |

## Награды и номинации
| Награды и номинации | Награды и номинации | Награды и номинации       | Награды и номинации | Награды и номинации |
| Награда             | Год                 | Категория                 | Номинант            | Результат           |
| ------------------- | ------------------- | ------------------------- | ------------------- | ------------------- |
| Jupiter Award       | 2017                | Лучший национальный актёр | Янис Нивёнер        | Номинация           |